# 松澤夏樹
松澤 夏樹（1969年3月28日—），日本男性漫畫家，埼玉縣浦和市出身。代表作是《轟天突擊隊》系列。

## 作品
- 《轟天突擊隊》系列
  1. 轟天突擊隊、全18冊（大然版）、原名《突撃!パッパラ隊》
  2. 逆襲！轟天突擊隊、全8冊（東立版）、原名
- 宇宙海賊、全1冊、原名
- 勇者真命苦、全2冊、原名
- 魔女子戰隊、全5冊、原名《魔女っ子戦隊 パステリオン（日语：魔女っ子戦隊 パステリオン）》
- 原名、全2冊
- 爆裂機甲天使、全2冊、原名《爆裂機甲天使クロスレンジャー（日语：爆裂機甲天使クロスレンジャー）》
- 華之神劍組、全7冊、原名
- 、單篇漫畫

## 外部連結
- （日語）